# Hobart International 2016
Hobart International 2016 byl tenisový turnaj pořádaný jako součást ženského okruhu WTA Tour, který se odehrával na dvorcích s tvrdým povrchem Plexicushion v Hobartském mezinárodním tenisovém centru. Probíhal mezi 10. až 16. lednem 2016 v australském Hobartu jako dvacátý třetí ročník události.
Turnaj s rozpočtem 250 000 dolarů patřil do kategorie WTA International Tournaments. Nejvýše nasazenou hráčkou ve dvouhře se měla stát třicátá tenistka světa Sloane Stephensová ze Spojených států, která se však odhlásila pro virózu. Nejlépe postavenou tenistkou tak v soutěži byla světová pětatřicítka Camila Giorgiová z Itálie. Jako poslední přímá účastnice do dvouhry nastoupila 66. japonská hráčka žebříčku Nao Hibinová. Pátý singlový titul v kariéře vyhrála Francouzka Alizé Cornetová a deblovou část turnaje ovládla dvojice Chan Sin-jün a Christina McHaleová.

## Distribuce bodů a finančních odměn

### Distribuce bodů
| Soutěž  | vítězky | finalistky | semifinalistky | čtvrtfinalistky | 16 v kole | 32 v kole | Q  | Q3 | Q2 | Q1 |
| ------- | ------- | ---------- | -------------- | --------------- | --------- | --------- | -- | -- | -- | -- |
| dvouhra | 280     | 180        | 110            | 60              | 30        | 1         | 18 | 14 | 10 | 1  |
| čtyřhra | 280     | 180        | 110            | 60              | 1         | —         | —  | —  | —  | —  |

### Finanční odměny
| Soutěž                                | vítězky | finalistky | semifinalistky | čtvrtfinalistky | 16 v kole | 32 v kole | Q3     | Q2   | Q1   |
| ------------------------------------- | ------- | ---------- | -------------- | --------------- | --------- | --------- | ------ | ---- | ---- |
| dvouhra                               | $43 000 | $21 400    | $11 300        | $5 900          | $3 310    | $1 925    | $1 005 | $730 | $530 |
| čtyřhra                               | $12 300 | $6 400     | $3 435         | $1 820          | $960      | —         | —      | —    | —    |
| částky ve čtyřhře jsou uváděny na pár |         |            |                |                 |           |           |        |      |      |

## Ženská dvouhra

### Nasazení
| Stát                          | Hráčka                 | WTA | Nasazení |
| ----------------------------- | ---------------------- | --- | -------- |
| USA                           | Sloane Stephensová     | 30. | 1.       |
| Itálie                        | Camila Giorgiová       | 35. | 2.       |
| Slovensko                     | Dominika Cibulková     | 38. | 3.       |
| Rumunsko                      | Monica Niculescuová    | 39. | 4.       |
| USA                           | Madison Brengleová     | 40. | 5.       |
| Česko                         | Barbora Strýcová       | 42. | 6.       |
| Francie                       | Alizé Cornetová        | 43. | 7.       |
| Belgie                        | Alison Van Uytvancková | 44. | 8.       |
| Německo                       | Mona Barthelová        | 45. | 9.       |
| Žebříček WTA ke 4. lednu 2016 |                        |     |          |

### Jiné formy účasti
Následující hráčky obdržely divokou kartu do hlavní soutěže:
- Kimberly Birrellová
- Maddison Inglisová
- Jarmila Wolfeová

Následující hráčky si zajistily postup do hlavní soutěže v kvalifikaci:
- Kiki Bertensová
- Kurumi Naraová
- Naomi Ósakaová
- Laura Pousová Tiová

Následující hráčky postoupily do hlavní soutěže tzv. šťatné poražené:
- Verónica Cepedeová Roygová
- Pauline Parmentierová

### Odhlášení
před zahájením turnaje
- Petra Cetkovská → nahradila ji Carina Witthöftová
- Alison Riskeová (změna harmonogramu)[1] → nahradila ji Pauline Parmentierová
- Sloane Stephensová (viróza)[1] → nahradila ji Verónica Cepedeová Roygová

v průběhu turnaje
- Mona Barthelová (zádově zranění)[1]

### Skrečování
- Madison Brengleová (respirační problémy)[1]

### Nasazení
| Stát                                                                      | Hráčka                     | Stát      | Hráčka                    | WTA  | Nasazení |
| ------------------------------------------------------------------------- | -------------------------- | --------- | ------------------------- | ---- | -------- |
| Španělsko                                                                 | Anabel Medina Garriguesová | Španělsko | Arantxa Parra Santonjaová | 69.  | 1.       |
| Nizozemsko                                                                | Kiki Bertensová            | Švédsko   | Johanna Larssonová        | 74.  | 2.       |
| Ukrajina                                                                  | Ljudmyla Kičenoková        | Ukrajina  | Nadija Kičenoková         | 113. | 3.       |
| Chorvatsko                                                                | Darija Juraková            | USA       | Nicole Melicharová        | 125. | 4.       |
| Žebříček WTA ke 4. lednu 2016; číslo je součtem umístění obou členek páru |                            |           |                           |      |          |

### Jiné formy účasti
Následující pár získal do soutěže divokou kartu:
- Maddison Inglisová /  Jessica Mooreová

### Odhlášení
v průběhu turnaje
- Johanna Larssonová

## Přehled finále

### Ženská dvouhra
- Alizé Cornetová vs.  Eugenie Bouchardová, 6–1, 6–2

### Ženská čtyřhra
- Chan Sin-jün /  Christina McHaleová vs.  Kimberly Birrellová /  Jarmila Wolfeová, 6–3, 6–0